# Valdenses
Os valdenses (francês: Vaudois; italiano: Valdesi), também chamados de valdensianos, são uma denominação cristã ascética que teve sua origem entre os seguidores de Pedro Valdo por volta de 1173, em Lyon, na França. Caracterizavam-se por fazer votos de pobreza e de desapego às coisas materiais.

## Introdução
O movimento valdense rapidamente se espalhou para os Alpes Cócios, entre o que é hoje a França e a Itália. Fiel às suas raízes históricas, o movimento valdense hoje é centrado em Piemonte, no norte da Itália. Atualmente, subsistem como um grupo etnorreligioso na Itália e Uruguai nas igrejas Valdense e Evangélica Valdense do Rio da Prata, além de descendentes na Alemanha, Estados Unidos, França e Brasil.
O movimento originou-se no final do século XII como os Homens Pobres de Lyon, um grupo organizado por Pedro Valdo, um rico comerciante que doou seus bens por volta de 1173, pregando a pobreza apostólica como sendo caminho para a perfeição. Os ensinamentos valdenses entraram rapidamente em conflito com a Igreja Católica. Em 1215, os valdenses foram declarados heréticos e sujeitos a intensa perseguição; o grupo quase foi aniquilado no século XVII e foi confrontado com discriminação organizada nos séculos que se seguiram. Na era da Reforma Protestante, os valdenses influenciaram o reformador suíço Heinrich Bullinger. Ao encontrar as ideias de outros reformadores semelhantes às deles, eles rapidamente se fundiram no maior movimento protestante. Com as Resoluções de Chanforan, em 12 de setembro de 1532, eles formalmente se tornaram parte da tradição calvinista.
No século XVI, líderes valdenses abraçaram a Reforma Protestante e uniram-se a várias entidades regionais protestantes locais. Já em 1631, os estudiosos protestantes e os próprios teólogos valdenses começaram a considerar os valdenses como precursores da Reforma, que haviam mantido a fé apostólica diante da opressão católica. Os valdenses modernos compartilham princípios fundamentais com os calvinistas, incluindo o sacerdócio de todos os crentes, a comunidade congregacional e certos sacramentos, como a Comunhão e o Batismo. Eles são membros da Comunidade de Igrejas Protestantes na Europa e suas afiliadas em todo o mundo.

A principal denominação dentro do movimento foi a Igreja Evangélica Valdense, a igreja original na Itália.
Congregações continuam ativas na Europa, América do Sul e América do Norte. Organizações como a American Waldensian Society mantêm a história desse movimento e declaram assumir como sua missão "proclamar o Evangelho cristão, servir os marginalizados, promover a justiça social, fomentar o trabalho inter-religioso e defender o respeito à diversidade religiosa e à liberdade de consciência."
São a única seita da Idade Média, considerada herética pela Igreja Católica, a subsistir até os dias de hoje.

## Características da moderna Igreja Valdense
A atual Igreja Valdense se considera uma igreja protestante da tradição reformada originalmente enquadrada por Ulrico Zuínglio e João Calvino. Reconhece como seu padrão doutrinário a Confissão de Fé publicada em 1655 e baseada na confissão reformada de 1559. Ela admite apenas duas cerimônias, o batismo e a Santa Ceia. A autoridade suprema no corpo é exercida por um sínodo anual, e os assuntos das congregações individuais são administrados por um consistório sob a presidência do pastor.
Ao longo dos séculos, igrejas valdenses foram estabelecidas em países distantes da França, como o Uruguai e os Estados Unidos, onde as congregações valdenses ativas continuam o propósito do movimento valdense. A contemporânea e histórica herança espiritual valdense descreve-se como proclamando o Evangelho, servindo aos marginalizados, promovendo a justiça social, promovendo o trabalho inter-religioso e defendendo o respeito pela diversidade religiosa e pela liberdade de consciência. Hoje, a Igreja Valdense é membro da Comunhão Mundial das Igrejas Reformadas, do Conselho Metodista Mundial, da Federação de Igrejas Evangélicas na Itália e do Conselho Mundial de Igrejas.

### Origem

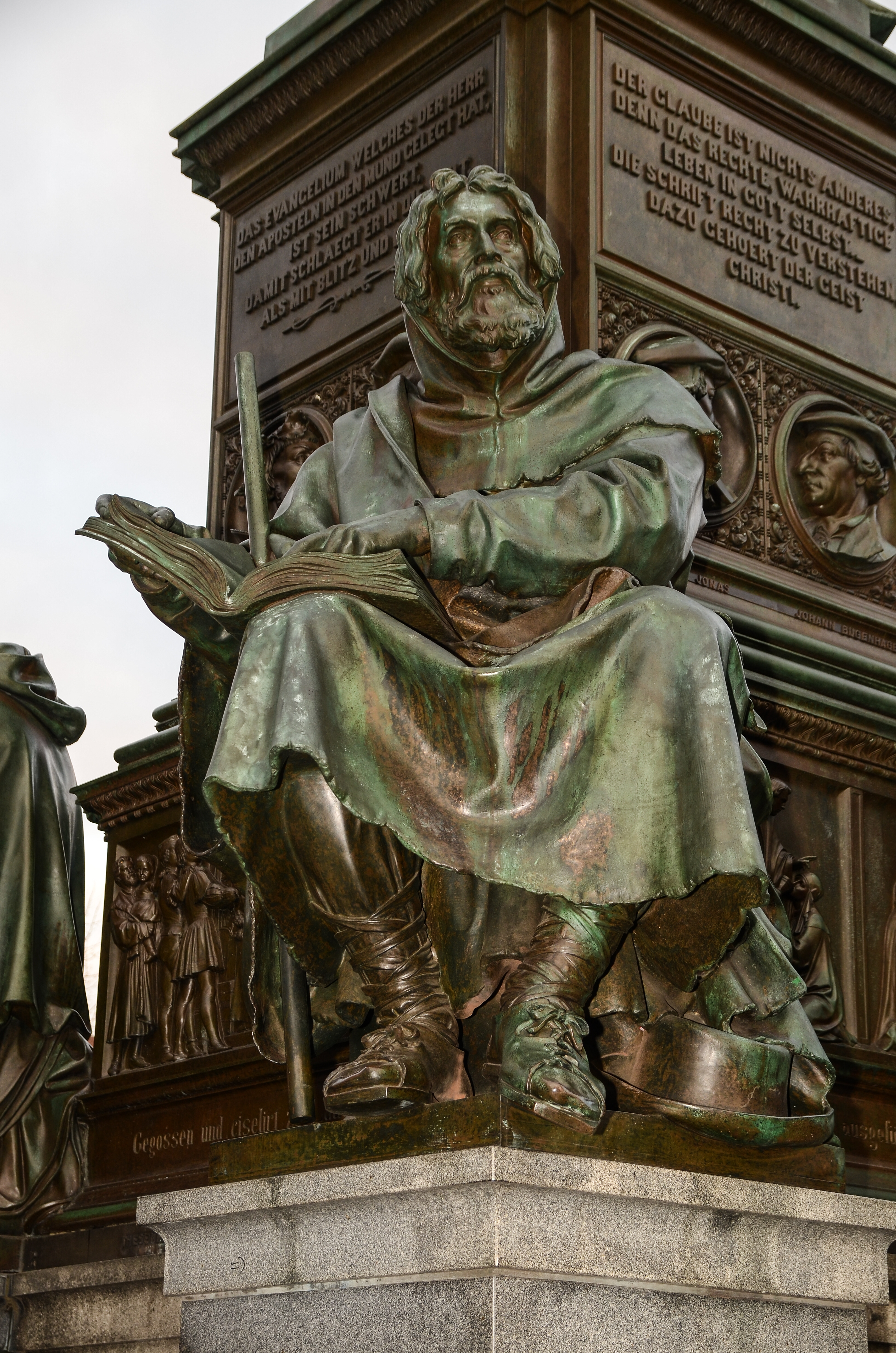
Pedro Valdo, líder dos valdenses

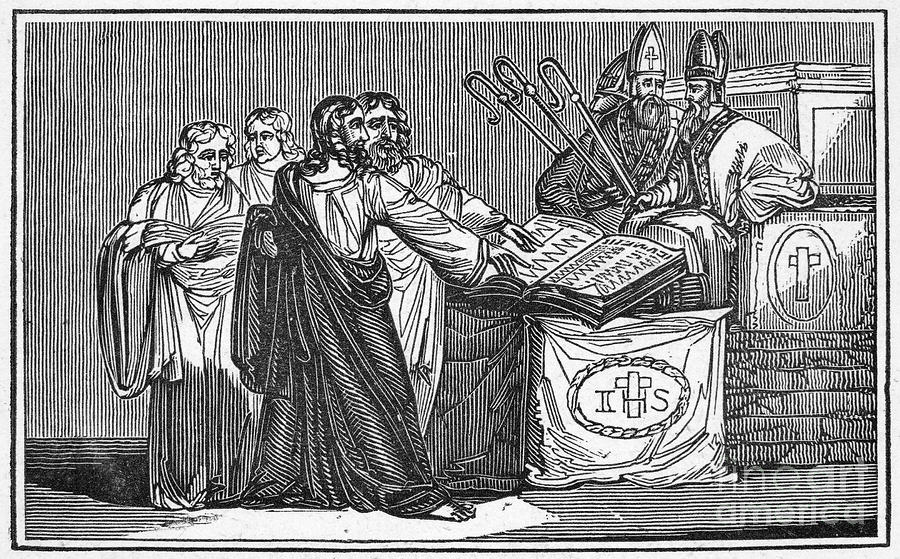
Pedro Valdo em Roma, explicando-se aos inquisidores e ao Papa Alexandre III, em 1179.

### Resposta Católica

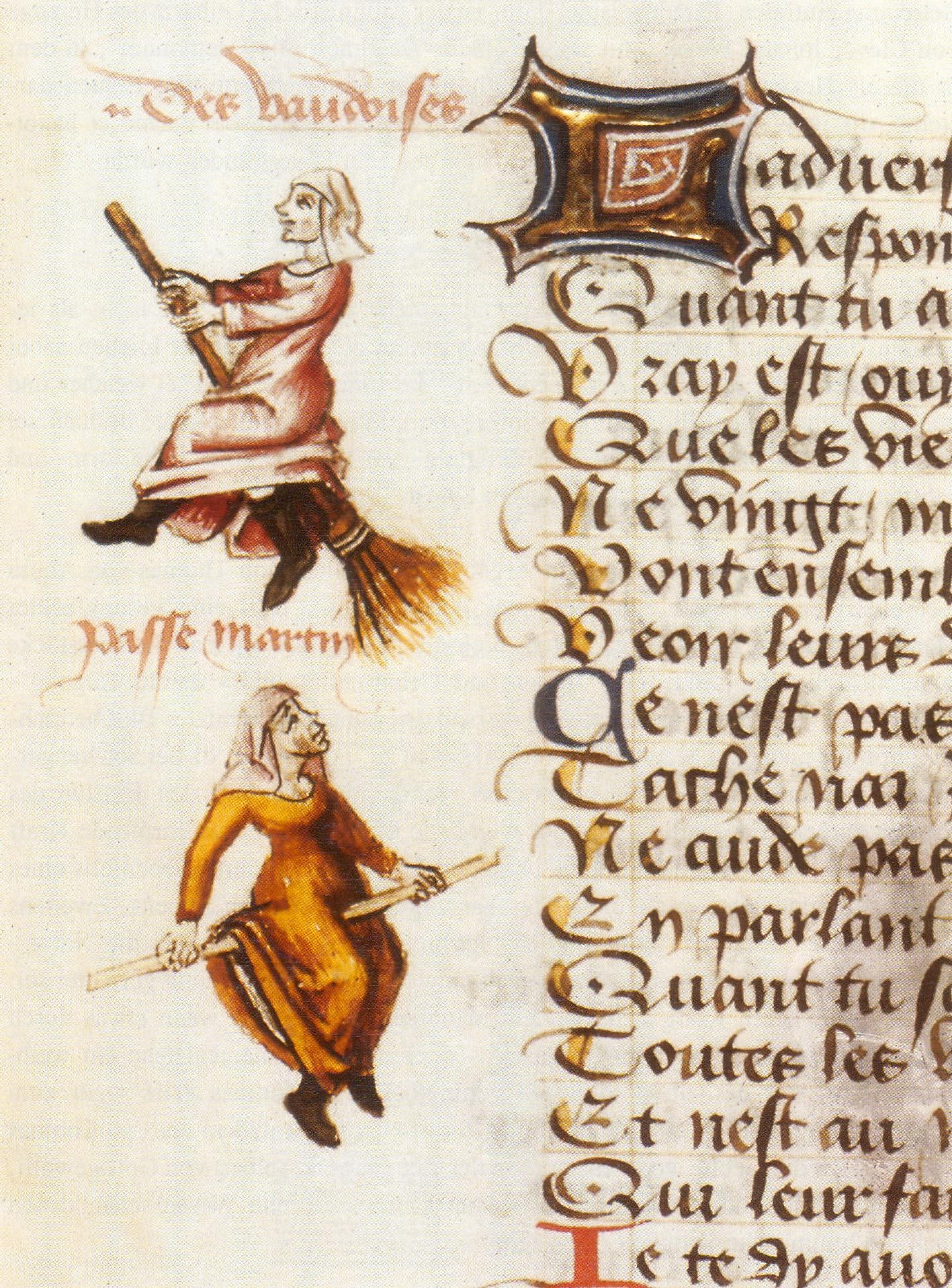
ilustrações retratando valdenses como bruxas em Le champion des dames, de Martin Le France, 1451.

#### Massacre de Mérindol (1545)

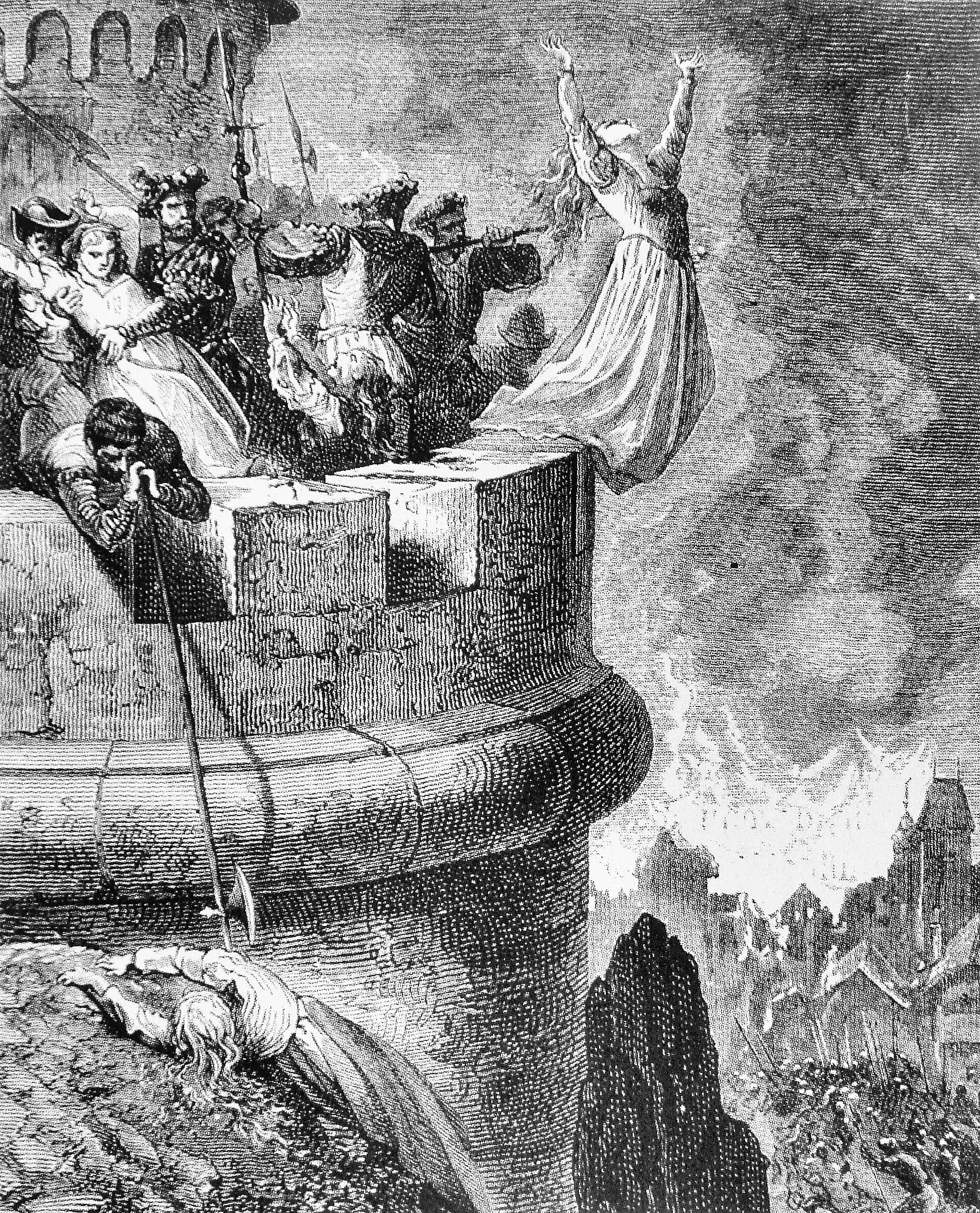
Massacre dos valdenses em Mérindol, 1545

#### Massacre na Calábria (1560)

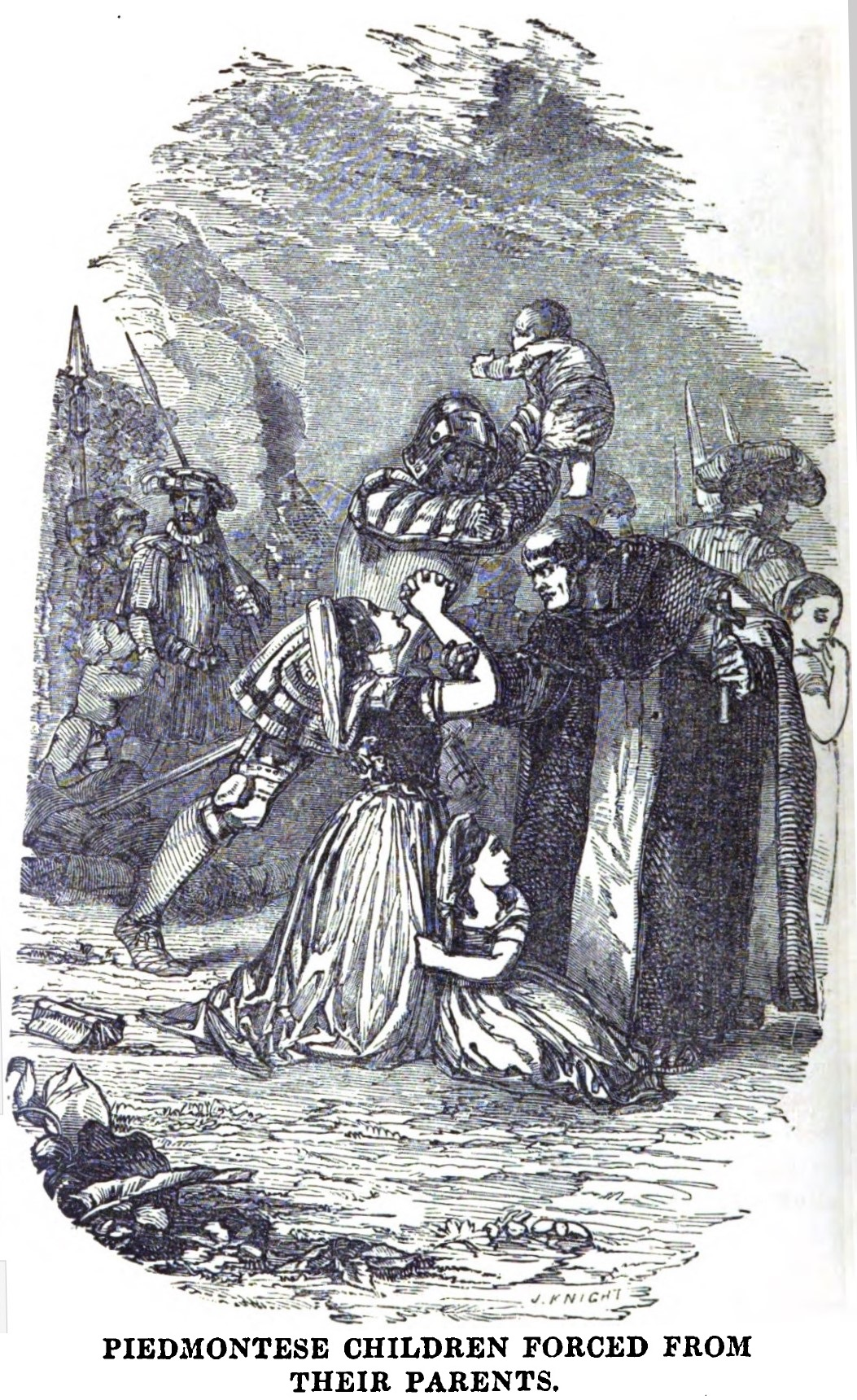
Crianças valdenses de Piemonte separadas de seus pais.

#### A Páscoa de Piemonte (1655)

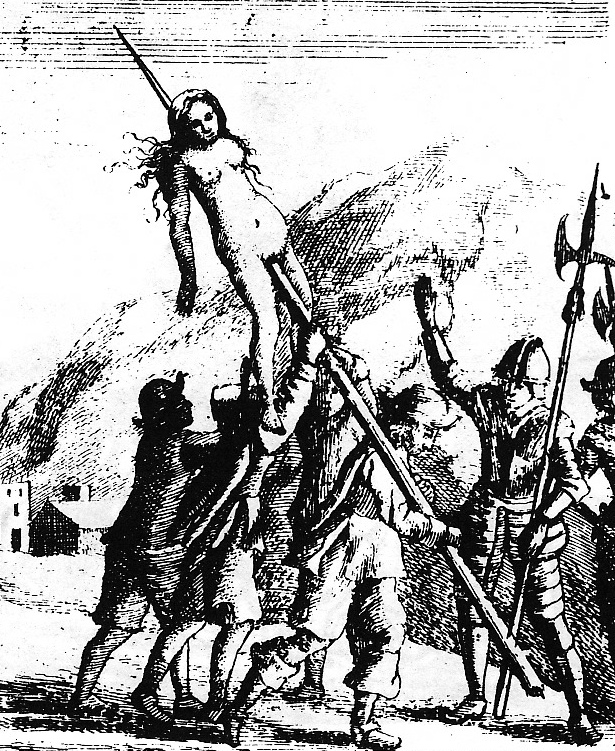
Massacre de 1655, em La Torre.
Ilustração de History of the Evangelical Churches of the Valleys of Piedmont, Samuel Morland, Londres, 1658

### Revogação do Édito de Nantes e o "Retorno Glorioso"

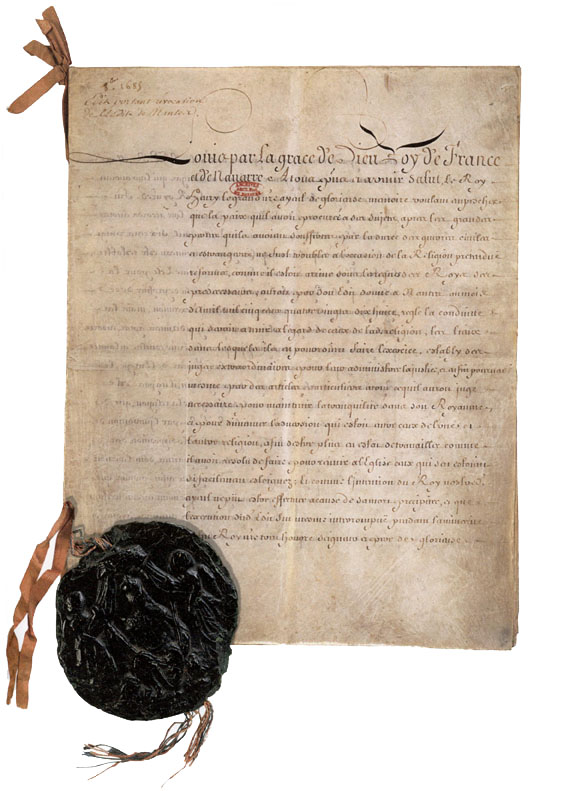
O Édito de Fontainebleau, revogação do Édito de Nantes, em 1685.

Luís XIV de França, símbolo do absolutismo europeu.

### Liberdade religiosa após a Revolução Francesa (1789)

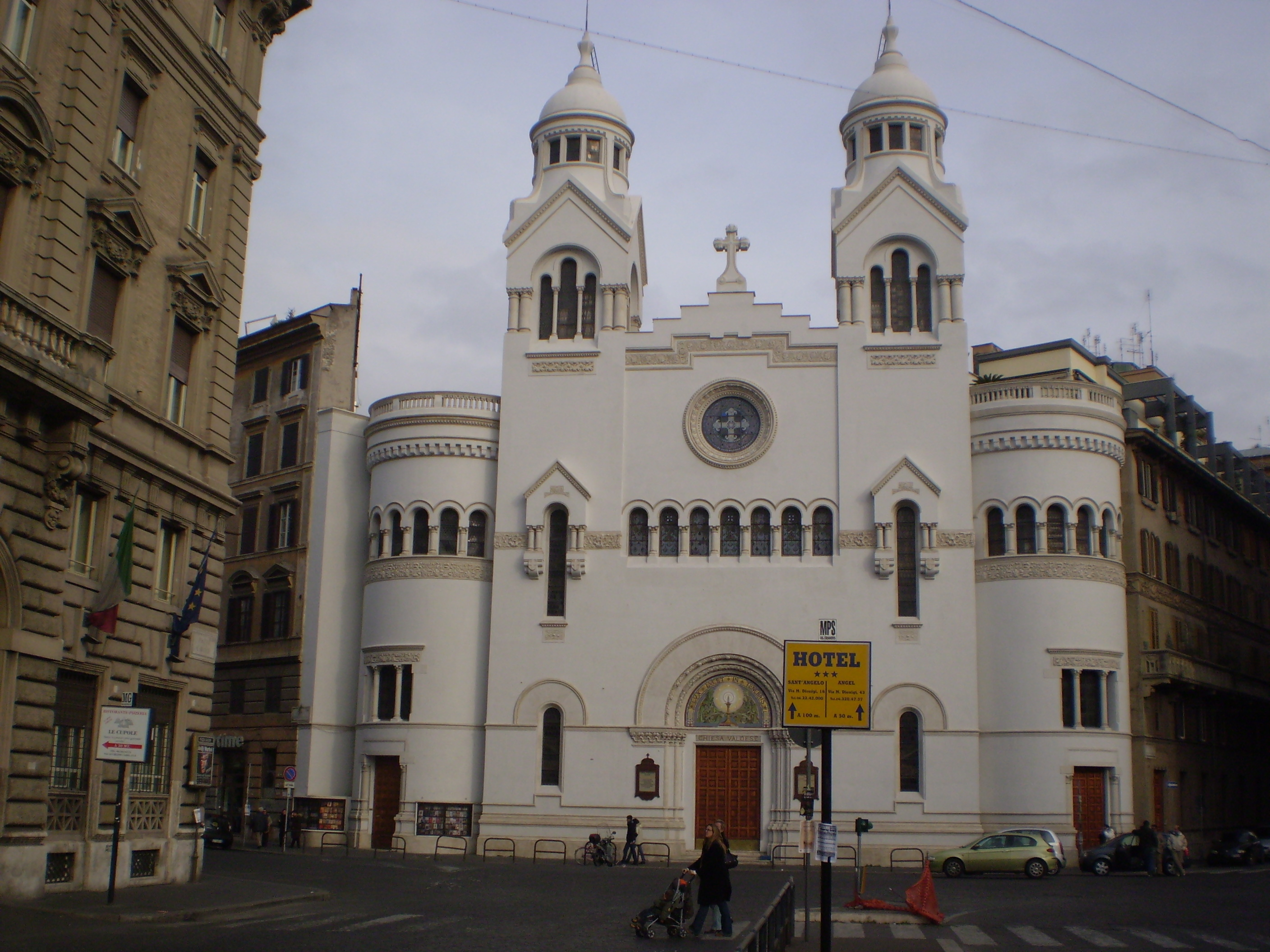
Igreja Valdense em Roma

### Avaliação pelos protestantes

A cruz huguenote, um dos símbolos valdenses

## História